# Taraji Wadi Al-Nes
Taraji Wadi Al-Nes (en árabe : ترجي واد النيص ) es un equipo del fútbol de palestina con sede en la localidad de Wadi Al-Nes fuera de Belén , que juega en la Cisjordania Premier League.

## Palmarés
- Cisjordania Premier League (4): 2000, 2006, 2009, 2014
- Cisjordania Primera División (1): 1999
- Copa de Palestina (2): 2008, 2010

- Datos: Q7686230